# Bachotage

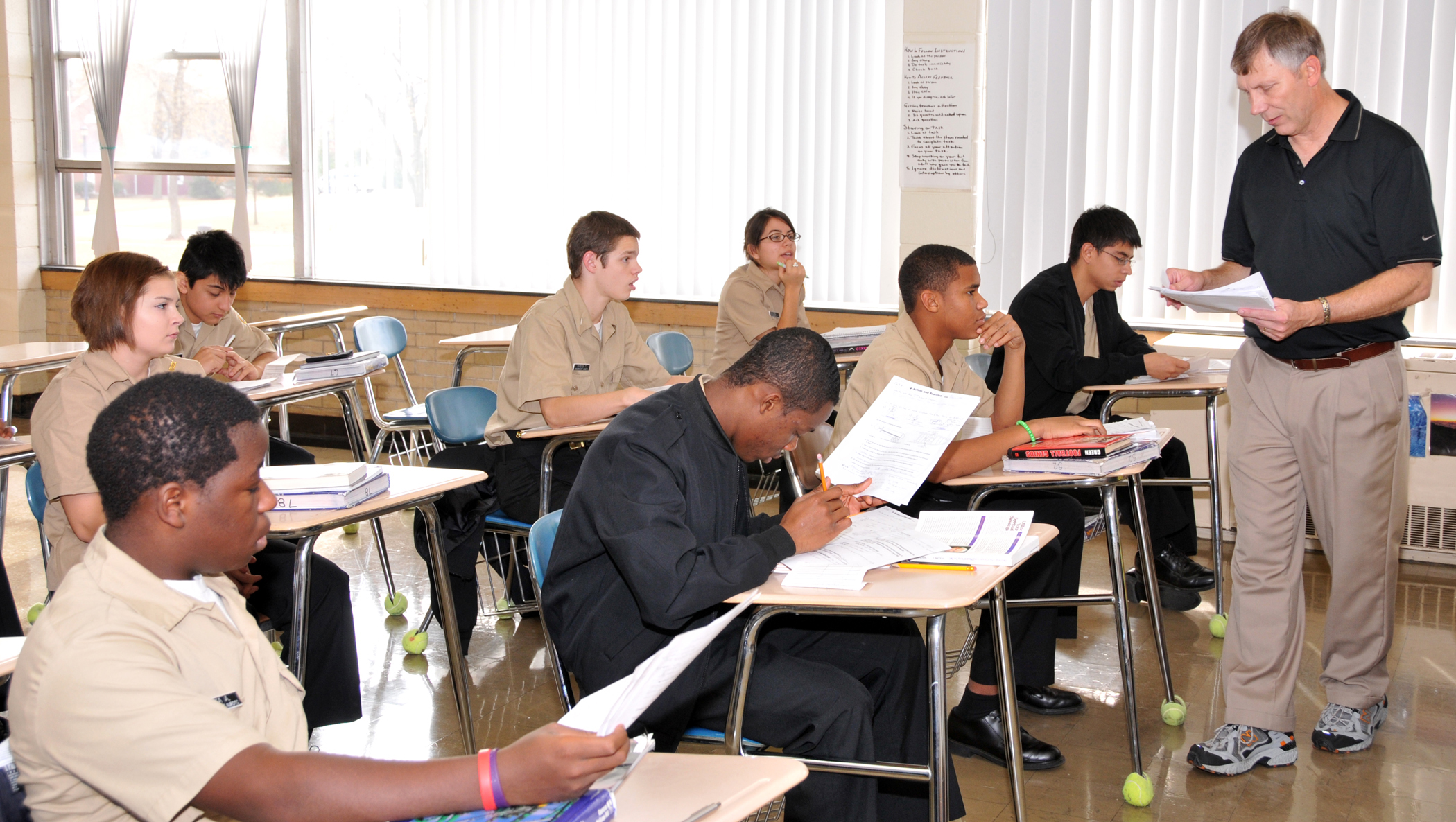
Le bachotage serait, selon certains pédagogues, une conséquence de la forme prise par l’examen des connaissances dans les pays occidentaux.

Le bachotage (de « bachot », mot d’argot scolaire désignant le baccalauréat, par allusion au travail de préparation aux épreuves de cet examen) consiste à réviser ses cours de façon intensive pour retenir un maximum de résultats au cours de quelques jours de révision. C'est une pratique courante chez les étudiants avant de passer leurs examens. Les pédagogues désapprouvent le bachotage, car l'apprentissage de grandes quantités d'information en temps limité n'est pas favorable à l'acquisition de connaissances définitives (cf. mémoire sémantique).

## Une pratique largement répandue
En Europe de l'Ouest, le bachotage est l'activité caractéristique de la « semaine de révisions », période d'interruption des cours qui précède les épreuves. Mais le bachotage peut se pratiquer jusqu'à la nuit précédant un examen : au Japon, ce comportement a même un nom : ichiyazuke (一夜漬け, いちやづけ).
Il existe des boîtes à bacs dans la plupart des pays : ces institutions payantes se font fort d'inculquer à leurs élèves, quel que soit leur niveau, la totalité du programme en l'espace d'une année.
La pression à l'excellence scolaire dans les sociétés occidentales se traduit maintenant par une pratique de bachotage dès le plus jeune âge.

## Le bachotage en tant que technique
Le Britannique H.E. Gorst (1868-1950) estimait que « Tant que l'éducation sera synonyme de bachotage à grande échelle, elle sera condamnée à ne produire que de la médiocrité ». L'historien français M. Bloch y voyait même une perversion de la place accordée en France aux concours aux grandes écoles, et l'une des causes de la sclérose du système scolaire.
Considéré comme une pratique stérile, le bachotage demeure banal chez les lycéens comme chez les étudiants. La pression scolaire conjuguée aux incitations à s'épanouir dans des activités extrascolaires et à exercer des responsabilités syndicales ou associatives se solde souvent par une pratique assidue du « par-cœur » [réf. souhaitée]. Contraint par le calendrier, l'étudiant en est réduit à devoir s'approprier une somme de connaissances considérable dans un délai trop court : ainsi, c'est une mauvaise organisation du temps qui est à l'origine des révisions de dernière minute[citation nécessaire]. Plusieurs techniques d'organisation ou programmes de développement personnels existent pour éviter ce genre de situation : à l'approche du baccalauréat, les médias s'en font chaque année l'écho,.

## Recherche
Pour les examinateurs et les professeurs de toutes les époques, décourager le bachotage et promouvoir des modes d'étude plus favorables à l'apprentissage productif ont longtemps été un défi. Une étude menée en 2007 par un psychologue de l’université du Sud de la Floride, Doug Rohrer, a conclu que les révisions de dernière minute réduisent la quantité d'informations retenues et peuvent constituer un obstacle à l'apprentissage à long terme. D'autres recherches menées sur l'apprentissage par cœur ou la mémorisation forcée ont montré que la primauté donnée au souvenir sur la compréhension diminue la quantité d'informations restituables.

## Bachotage et performances scolaires

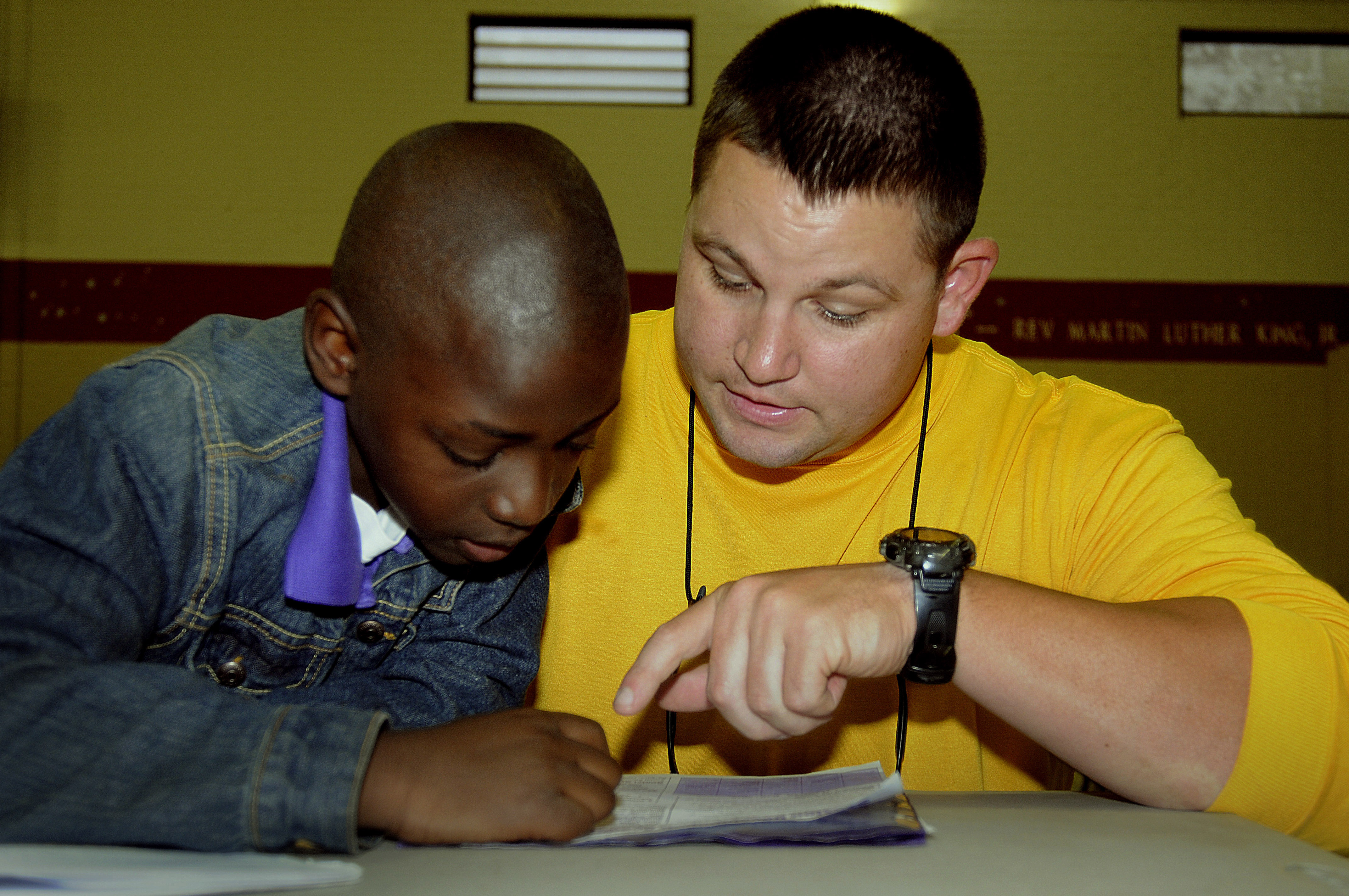
Les révisions en groupe sont favorables à l'exercice de l'esprit critique des élèves.

Dissuader les lycéens et étudiants de réviser au dernier moment, et leur faire préférer une technique d'étude mieux réglée demeure une des préoccupations essentielles des enseignants, et un marché non négligeable pour tous les professionnels du parascolaire. L'étude forcenée dans l'unique but de « passer » à l'examen est un fléau de l'enseignement scolaire et universitaire, qui d'ailleurs pèse aussi sur les élèves dont elle accroît le stress de l'échec. Pour combattre cette pratique, il faudrait développer chez les élèves de saines pratiques d'étude et les inciter à les pratiquer très tôt dans le cursus scolaire.
En effet, selon W.G. Sommer, les étudiants se sont adaptés dès le lycée au stress du bachotage, dont ils se font une arme pour les examens : « De nombreux étudiants s'adaptent ouvertement à ce système <les rythmes d'étude>, tout en entretenant chez eux un rituel éprouvant qui se décompose en cinq temps : la procrastination calculée, l'anxiété préparatoire, le bachotage paroxystique, les révisions jusqu'au dernier moment, et un triomphe secret, à tout le moins intériorisé. Ces adeptes ont du mal à partager avec d'autres leur efficace formule de survie académique ».
La pédagogie active et l’esprit critique sont deux méthodes qui favorisent la pratique des échanges en cours, la constitution de groupes de travail et la réflexion personnelle. Si l’une et l’autre ont été opposées au bachotage et au par-cœur en tant que moyen d’apprendre et de retenir les cours, il reste que le bachotage est le produit du pédantisme et des méthodes d'examen traditionnelles prévalant dans les sociétés occidentales (quid du Japon ou de la Chine ?).